# Farm Radio International
A Farm Radio International, ou Radios Rurales Internationales (nome oficial em francês), é uma organização sem fins lucrativos canadense com sede em Ottawa, Ontário. A organização trabalha com emissoras de rádio para melhorar a segurança alimentar e os métodos agrícolas para pequenos agricultores em países africanos.

## Histórico
A organização foi fundada em 1979 por George Atkins, jornalista da CBC, com o nome Developing Countries Farm Radio Network (DCFRN). Durante uma viagem a Zâmbia em 1975, Atkins descobriu que havia muita falta de informação sobre técnicas agrícolas simples entre os pequenos agricultores africanos. Quatro anos depois, um primeiro pacote de roteiros foi enviado para emissoras de rádio e foi criada a DCFRN.
Em 2008, a organização passou a chamar-se Farm Radio International.

## Trabalho
A Farm Radio International, conduzida em seu trabalho diário pelo diretor executivo Kevin Perkins, tem sede em Ottawa, Ontário, mas também mantém funcionários em vários países africanos. Com sua organização parceira, a World University Service of Canada (WUSC), a Farm Radio International recebeu doação de US$ 4 milhões da Fundação Bill e Melinda Gates em 2007 para "aumentar o impacto dos programas de rádio sobre segurança alimentar na África". A Agência Canadense para o Desenvolvimento Internacional (CIDA) é um doador importante para outros trabalhos da Farm Radio International. A Farm Radio International também desenvolveu a Barza Radio Community, uma rede social para radialistas africanos.